# Poucette
Ne doit pas être confondu avec Le Petit Poucet ou Petite Poucette.
Pour les articles homonymes, voir poucette (homonymie).
Pour les articles ayant des titres homophones, voir Poucettes et Poussette.
La Petite Poucette (en danois : Tommelise) est un conte de Hans Christian Andersen (1805–1875). Il a été publié pour la première fois le 16 décembre 1835 à Copenhague, par les éditions C. A. Reitzel, avec Le Méchant garçon et Le Compagnon de voyage. 
La Petite Poucette est l’histoire d’une minuscule petite fille qui se verra confrontée à des obstacles très au-dessus de sa dimension. Le conte est entièrement de l'invention d'Andersen (ce qui n'exclut pas des réminiscences de folklore), et inspiré par son amitié pour Henriette Wulff, qui était toute petite et bossue. Le nom de Maia qui lui est donné à la fin, est emprunté à L’histoire de tous les jours de Madame Gyllembourg.

## Histoire

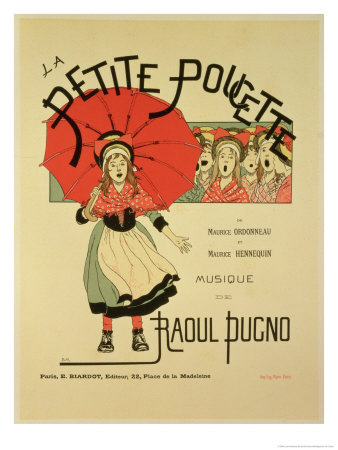
Affiche de La Petite Poucette par Louis-Maurice Boutet de Monvel (1891).

Une femme en mal d’enfants implore le Ciel de lui venir en aide. Un beau jour, une bonne sorcière entend son appel et dépose à son insu une graine. S’étonnant de la provenance de cette graine, la femme la plante néanmoins : une fillette minuscule sortira de la fleur. Elle décide d’appeler l’enfant Poucette, car elle n’est pas plus haute qu’un pouce.
Un soir, alors que la Petite Poucette est endormie dans la coquille de noix qui lui sert de berceau, elle est enlevée par un crapaud qui souhaite l’offrir en mariage à son fils. Elle parvient cependant à s’échapper en montant sur un tapis de lys voguant à la surface de la rivière voisine. La repérant de loin, un hanneton fond sur elle et la fait prisonnière ; il la montre à ses congénères qui, dégoûtés par l’apparence de Poucette, le rejettent. Dépité, le hanneton finit par s’en débarrasser au pied d’un arbre.
Les premières bourrasques annonçant l’hiver soufflent. La Petite Poucette peine à lutter contre le froid dans ses haillons. Blottie dans un tas de feuilles, elle remarque une hirondelle qui s’est cassé une aile. Poucette la soigne malgré la rudesse du climat, permettant ainsi à l’hirondelle de partir dans les pays chauds et ainsi de sauver sa vie. Elle cogne à la porte d’un rat des champs qui lui accorde l’asile ; en échange, elle devra servir de bonne à tout faire. L’hiver passe, Poucette et le rat se lient d’amitié. Quelques mois plus tard, le rat lui suggère au cours d’une conversation inopinée d’épouser le voisin, une taupe. Ce projet n’étant pas du tout du goût de l’intéressée, elle proteste : le rat la menace de la mordre si elle ne se plie pas à sa volonté. Paniquée, elle s’enfuit de la maison.
Dans sa fuite, elle rencontre par hasard l’hirondelle qu’elle avait soignée dans les premiers jours de l’hiver. L’hirondelle l’emporte sur son dos très loin jusqu’à un champ de fleurs. Là, la Petite Poucette rencontre un prince des fleurs, de la même taille qu’elle. Les deux êtres se marient ; en cadeau de noces, la Petite Poucette se voit offrir des ailes pour accompagner son mari lors de ses voyages de fleur en fleur : elle sera désormais Maja, princesse des êtres des fleurs.

## Publication et accueil

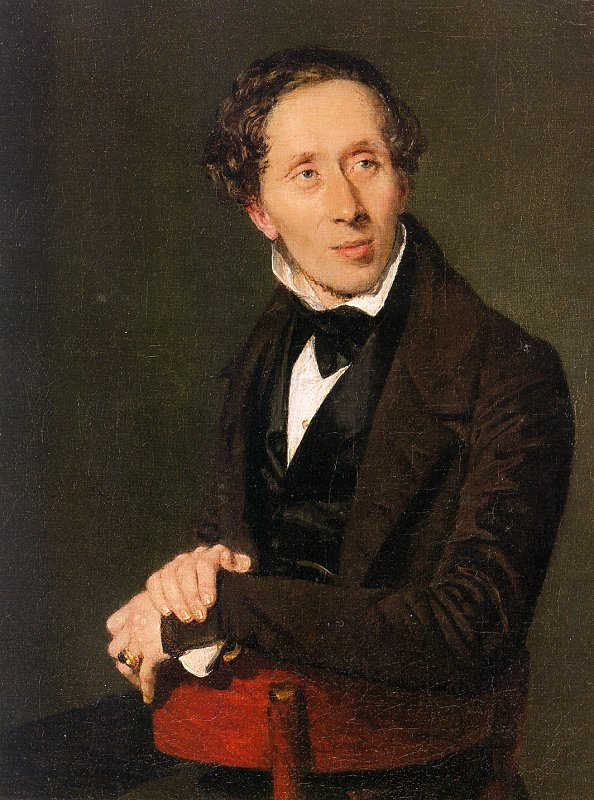
Andersen (Constantin Hansen, 1836)

Le conte a pour la première fois été publiée par l’éditeur C.A. Reitzel le 16 décembre 1836 à Copenhague dans la deuxième livraison des Contes de fées pour enfants (Eventyr, fortalte for Børn. Første Samling. Andet Hefte. 1836.). La Petite Poucette (Tommelise) figurait avec Le Méchant Garçon (Den uartige Dreng) ainsi que Le Compagnon de voyage (Reisekammeraten). Le conte a par la suite été réédité en décembre 1849 dans le recueil Contes. 1850 (Eventyr. 1850), puis en 1862 dans Contes et Histoires. Premier Volume. 1862 (Eventyr og Historier. Første Bind. 1862.).
Les contemporains d’Andersen n’ont pas été tendres avec lui, d’autant que La Petite Poucette est l’un des tout  premiers contes que l’écrivain ait publiés. On lui reprochait de ne pas faire preuve du talent littéraire nécessaire à ce genre d’exercice. On n’a cessé de reprocher à l’époque à Andersen de ne jamais énoncer explicitement la morale de ses histoires contrairement aux publications de contes populaires qui faisaient référence à l’époque. Ceci était d’autant plus embarrassant que la population cible de ses contes étaient des enfants, qui de facto n’avaient pas encore développé la subtilité d’esprit nécessaire à la lecture du conte sous une autre perspective. On lui préfère les contes moralisateurs de Christian Frederik Molbech, très en vue. Dans sa biographie, Andersen souligne d’ailleurs combien ces critiques l’avaient blessé, mais qu’il était malgré tout revenu à l’écriture de contes, sa véritable vocation.

Par la suite, la critique danoise est aussi agressive qu'anonyme. Des articles négatifs paraissent non signés : 

« Nul ne peut raisonnablement prétendre que le respect de la vie chez un enfant est encouragé par la lecture d'épisodes comme Grand Claus tuant sa grand-mère et Petit Claus le tuant. Cela est raconté comme s'il s'agissait d'un taureau frappé sur la tête. L'histoire de La Princesse au petit pois frappe la critique comme étant non seulement indélicate, mais parfaitement impardonnable. »

Même son ami Johannes Carsten Hauch, quoique bienveillant sur La Princesse au petit pois, dénigre ensuite Le Briquet de façon incompréhensible. Selon P.G. La Chesnais « Inspiré du conte des Mille et Une Nuits et du personnage d'Aladin, Andersen aurait exprimé, à travers Le Briquet son sentiment de triomphe après avoir achevé L'Improvisateur, un de ses romans d'écrivain voyageur les plus réussis. » Pourtant, malgré les réticences de ses compatriotes, ces contes allaient connaître, deux ans plus tard, le succès fulgurant que l'on sait, avec une première traduction illustrée en Allemagne, puis dans le monde entier.

## Symbolique
La symbolique de la taille est un leitmotiv récurrent dans les contes européens. On trouvera des protagonistes exposés à des aventures incongrues en raison de leur taille différente de celle des autres dans des contes tels que Le Petit Poucet, Tom Pouce, Les Voyages de Gulliver de Jonathan Swift ou bien encore Meister Flak de E.T.A. Hoffmann. La Petite Poucette se présente, dans sa version française tout du moins, comme la version féminine du Petit Poucet. Le pouce faisait à l’époque partie du système de mesure employé par tous, avant que le système métrique ne s’impose peu à peu en Europe. D’ailleurs, dans le titre original de la nouvelle figure déjà l’idée, puisque tomme signifie pouce en danois.
La symbolique du retour aux sources rend la trame de fond de l’histoire circulaire. La Petite Poucette naît dans une fleur magique pour finalement rencontrer un alter ego qui n’est autre qu’un prince des fleurs. Le retour chez soi se présente surtout comme une fin heureuse, un soulagement final pour les enfants[réf. nécessaire][Interprétation personnelle ?].

## Adaptations cinématographiques
- 1924 : Thumbelina de Herbert M. Dawley[7]
- 1954 : Thumbelina de Lotte Reiniger[8]
- 1964 : Poucelina (russe : Дюймовочка) de Leonid Alekseïevitch Amalrik (ru)[9]
- 1993 : Thumbelina (film, 1992) (es) de Masakazu Higuchi et Chinami Namba[10]
- 1994 : Poucelina (Thumbelina) de Don Bluth